# De la lume adunate
De la lume adunate este un film românesc din 1972 regizat de Olimp Vărășteanu.